# Hop (film)
Hop (ang. Hop) – amerykański film familijny z 2011 roku.

## Obsada
- James Marsden – Fred Królicki
- Russell Brand – 
  - Z. (głos),
  - asystent produkcji
- Hank Azaria – 
  - Carlos (głos),
  - Phil (głos)
- Kaley Cuoco – Samantha „Sam” Królicka
- David Hasselhoff – pan Hoff
- Gary Cole – pan Królicki
- Elizabeth Perkins – pani Królicka
- Tiffany Espensen – Alex Królicka
- Hugh Laurie – Zając Wielkanocny (głos)
- Chelsea Handler – pani Beck
- The Blind Boys of Alabama – oni sami

## Wersja polska
Wersja polska: Start International Polska

Reżyseria: Anna Apostolakis-Gluzińska

Tekst polski: Marcin Bartkiewicz

Dźwięk i montaż: Sławomir Czwórnóg

Kierownictwo produkcji: Elżbieta Araszkiewicz

Wystąpili:
- Paweł Ciołkosz – Fred Królicki
- Artur Pontek – Z.
- Arkadiusz Jakubik – Carlos
- Milena Suszyńska – Samantha „Sam” Królicka
- Krzysztof Stelmaszyk – pan Hoff
- Janusz Wituch – pan Królicki
- Agnieszka Kunikowska – pani Królicka
- Martyna Sommer – Alex Królicka
- Andrzej Blumenfeld – Zając Wielkanocny
- Tomasz Steciuk – Phil
- Lucyna Malec – pani Beck

W pozostałych rolach:
- Miłosz Konkel
- Wit Apostolakis-Gluziński
- Justyna Bojczuk
- Julia Kunikowska
- Barbara Kałużna
- Beata Jankowska
- Anna Sroka – recepcjonistka
- Anna Sztejner – Wendi
- Monika Wierzbicka
- Wojciech Chorąży
- Ksawery Szlenkier
- Karol Wróblewski – jeden z The Blind Boys of Alabama
- Mateusz Narloch – Cody
- Miłogost Reczek – jeden z The Blind Boys of Alabama

Lektor: Miłogost Reczek